# Nelumbo
Nelumbo es un género de plantas acuáticas con grandes flores vistosas. Los miembros son comúnmente denominados loto, si bien el nombre "loto" es utilizado para designar varias otras plantas y grupos de plantas, incluido el género Loto con el cual no guarda ninguna relación. Por su aspecto exterior los miembros se asemejan a los de la familia Nymphaeaceae ("nenúfares"), pero Nelumbo en realidad no es pariente de Nymphaeaceae. "Nelumbo" se deriva del vocablo en cingalés: නෙළුම් neḷum, el nombre del loto Nelumbo nucifera.
Existen dos especies de loto en la actualidad; N. nucifera nativa del este, sur y sureste de Asia y es la más conocida. Es comúnmente cultivada; se la consume como alimento y es utilizada en la medicina china tradicional. Esta especie es la flor nacional de India y Vietnam.
El otro loto Nelumbo lutea es una especie nativa de América del Norte y el Caribe. Se han producido híbridos mediante la cruza de estas dos especies alopátricas.
Existen varias especies fósiles de estratos del Cretácico, Paleógeno y Neógeno por toda Eurasia y América del Norte.

## Especies

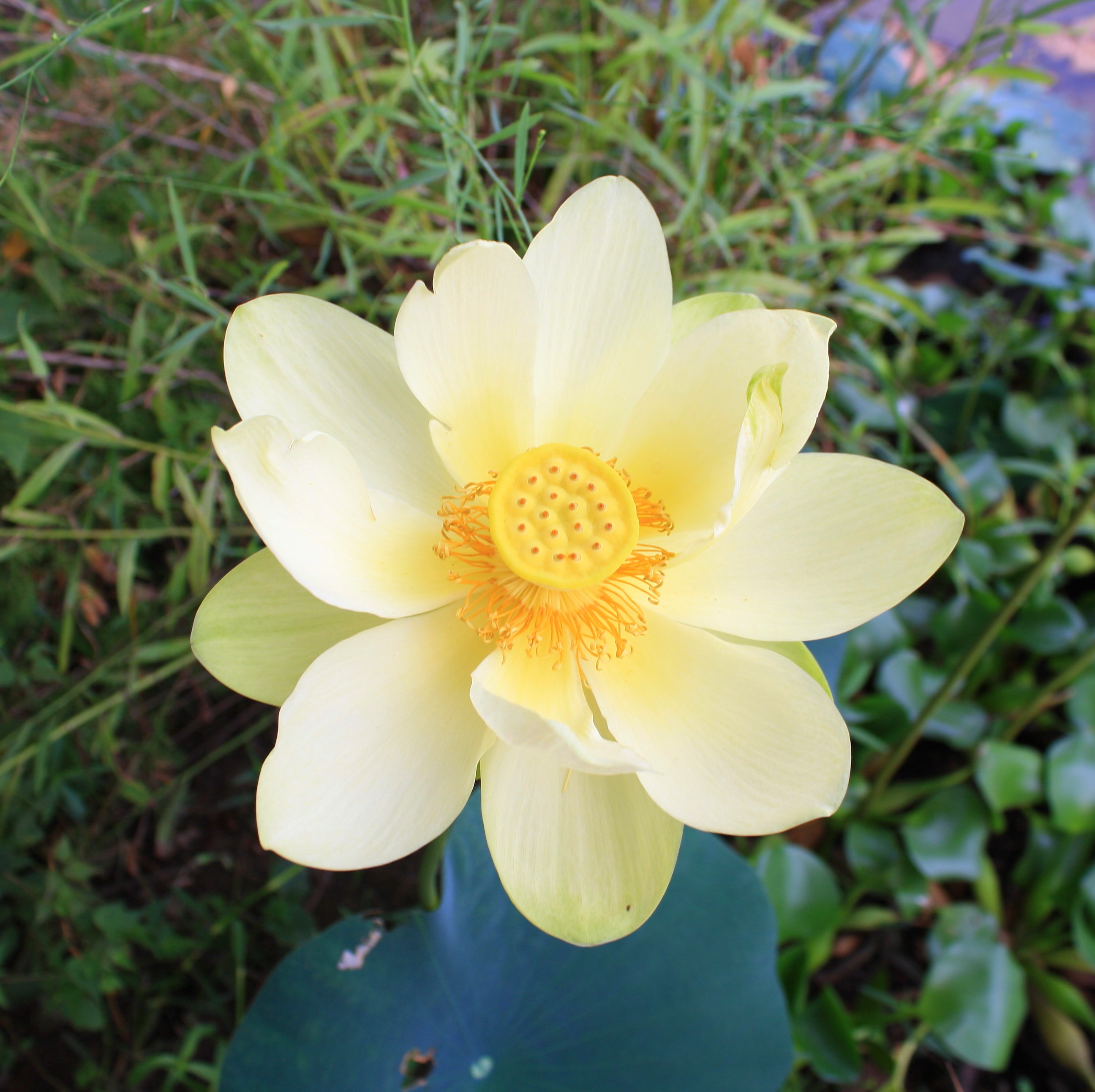
N. lutea (Loto americano).

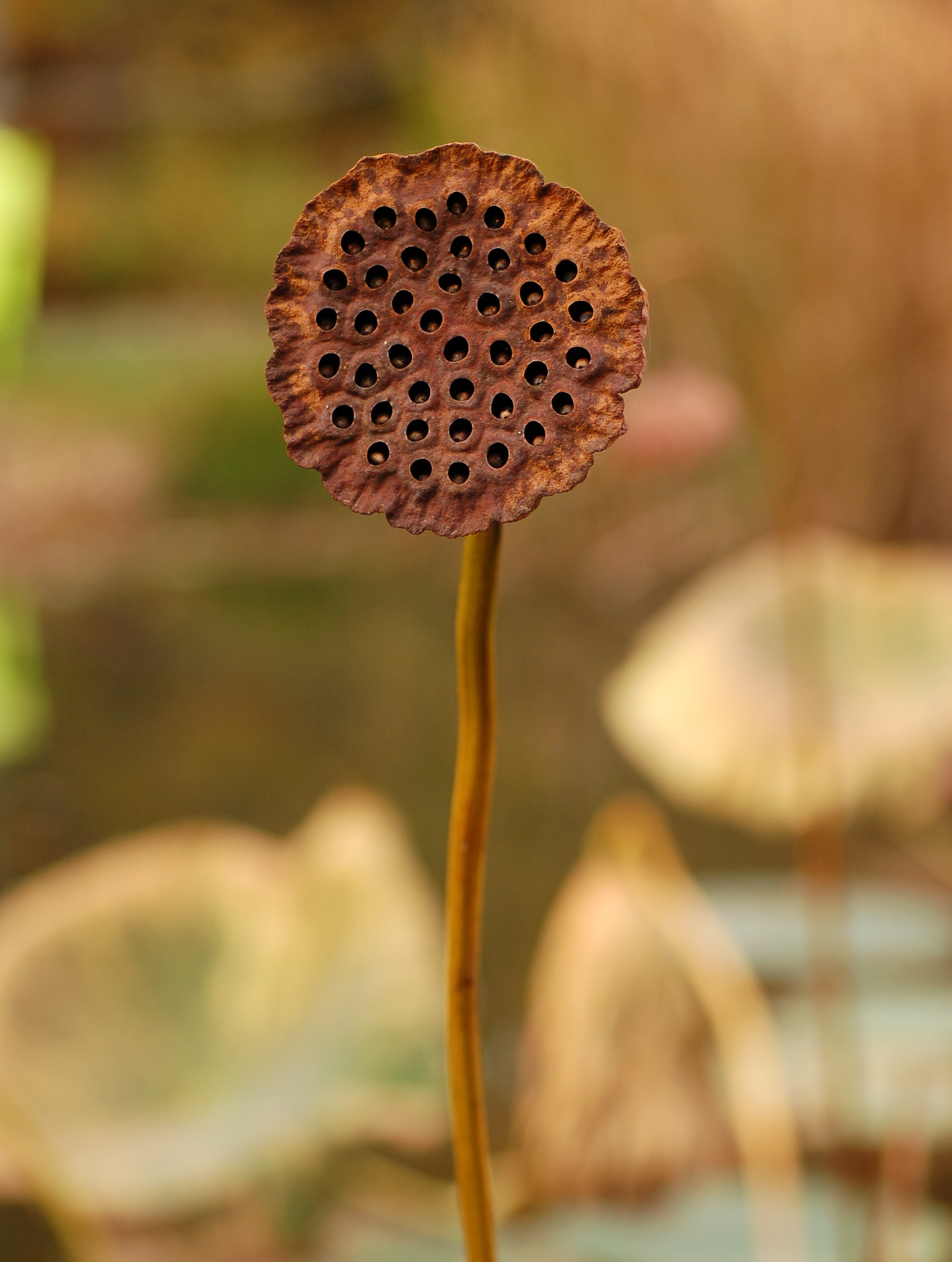
Nelumbo 'Mrs. Perry D. Slocum'- formación con semillas secas.

### Especies actuales
- Nelumbo lutea Willd. - Loto americano (Este de Estados Unidos, México, Antillas Mayores, Honduras)
- Nelumbo nucifera Gaertn. - loto sagrado o indio, también denominado Rosa de la India y el nenúfar sagrado del Hinduismo y Budismo.[2] Es la flor nacional de India y Vietnam. Sus raíces y semillas son ampliamente utilizadas en la gastronomía del este, sur y sureste de Asia.

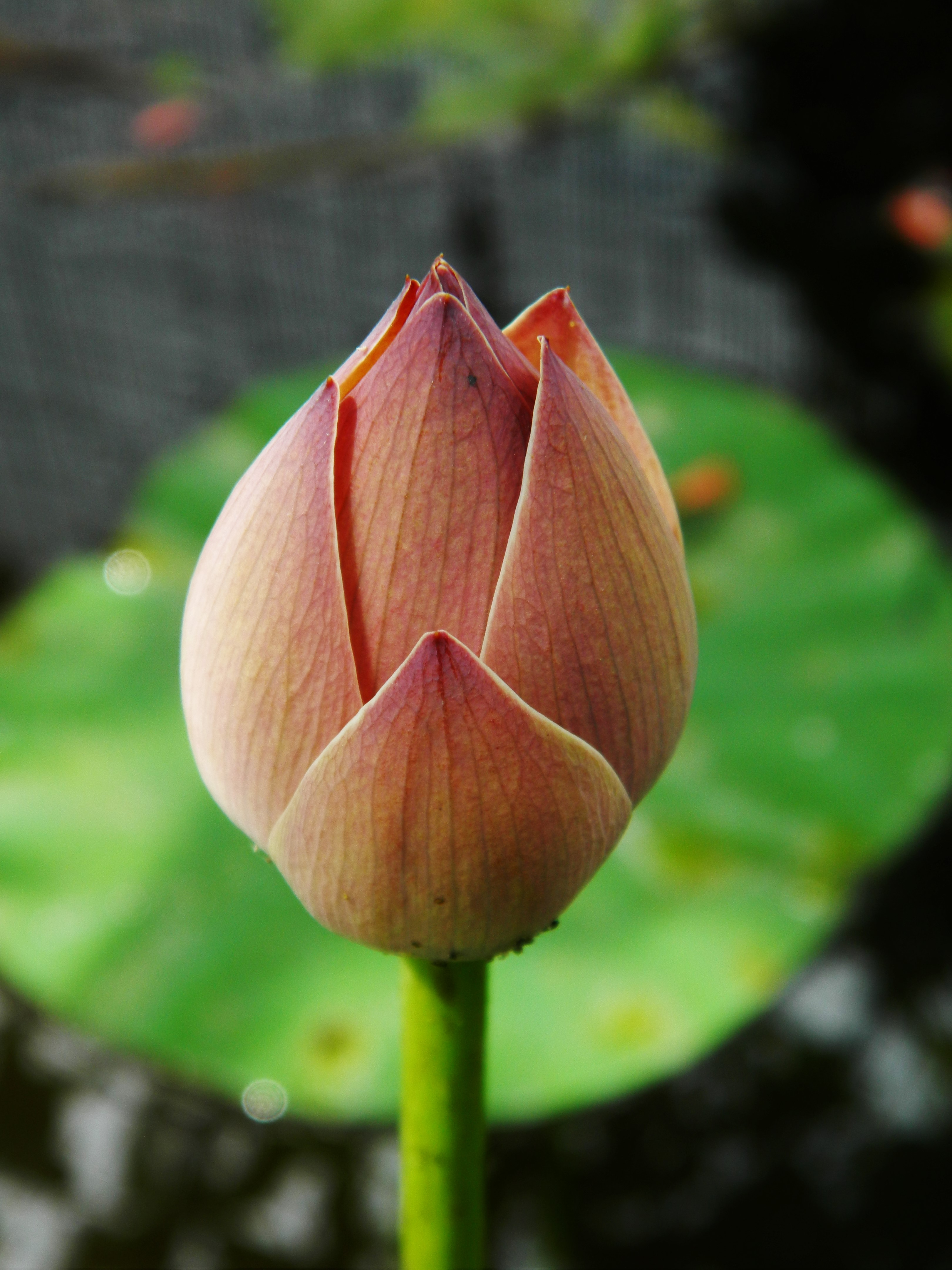
Pimpollo de Nelumbo nucifera.

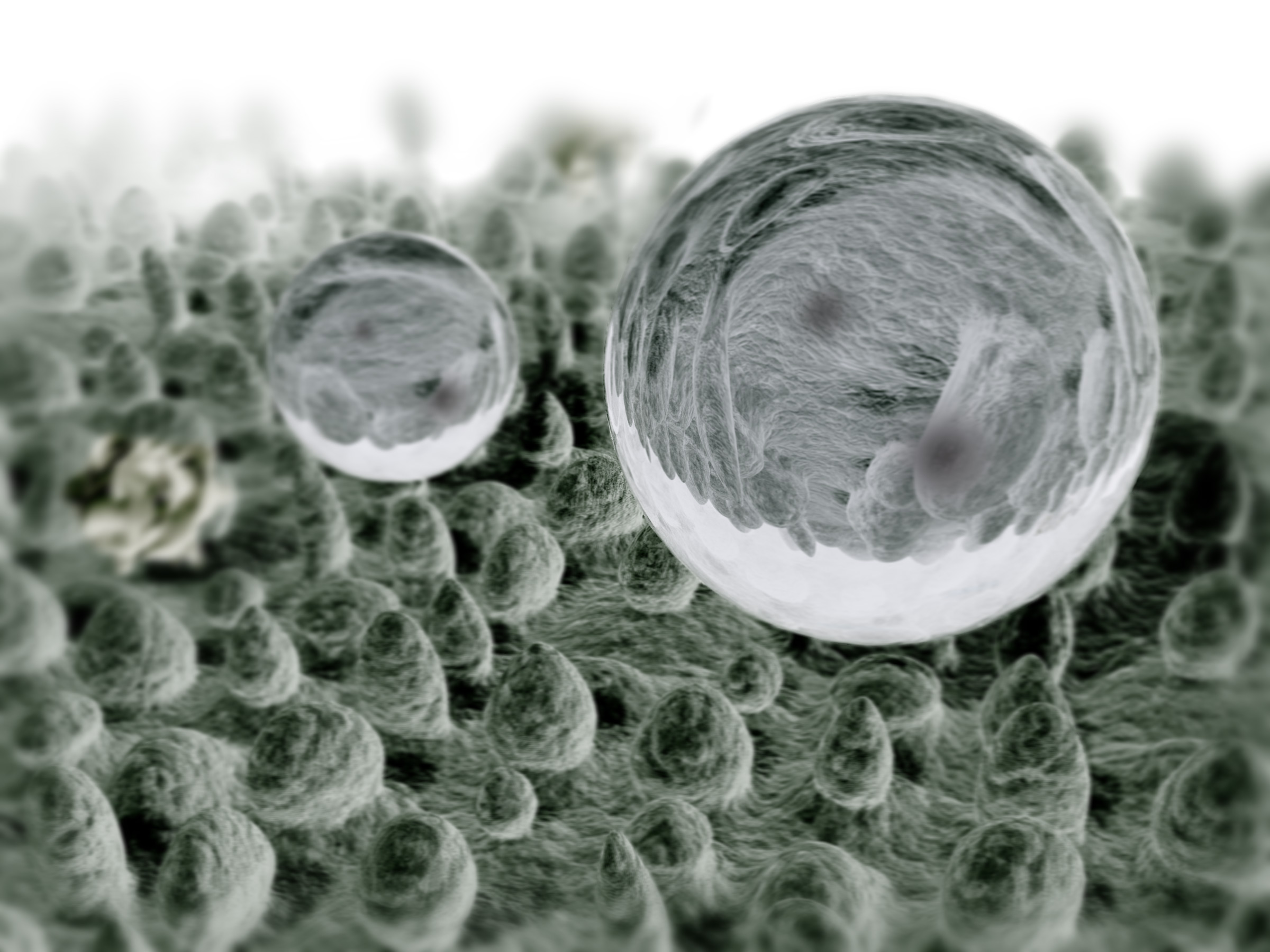
Gotas microscópicas reposando sobre la superficie de una hoja, permitiendo continúe el intercambio a gases.

### Especies fósiles
- †Nelumbo aureavallis Hickey - Eoceno (Dakota del norte), descrito a partir de hojas halladas en la Formación Golden Valley en Dakota del norte, USA.[3]
- †Nelumbo changchangensis - Eoceno, (isla Hainan, China), descrito a partir de varias hojas fósiles, vainas de semillas y rizomas de estratos del Eoceno en la Cuenca Changchang, en la isla Hainan.
- †Nelumbo minima - Plioceno (Países Bajos), descrito a partir de hojas y vainas de semillas que sugieren era una planta muy pequeña. Originalmente descrita como miembro del género Nelumbites, como "Nelumbites minimus".
- †Nelumbo nipponica - Eoceno-Mioceno, se han hallado hojas fósiles en estratos del eoceno en Japón, y del Mioceno en Rusia.
- †Nelumbo orientalis - Cretácico (Japón), una de las especies más antiguas conocidas, los fósiles se encuentran en estratos del Cretácico en Japón.
- †Nelumbo protolutea - Eoceno (Misisipi), los fósiles de hojas sugieren fuertemente una planta similar en forma al loto americano.

## Clasificación
Existe un desacuerdo residual sobre la familia en la que debe situarse el género. Los sistemas de clasificación tradicionales reconocían a Nelumbo como parte de las Nymphaeaceae, pero los taxónomos tradicionales fueron probablemente engañados por la evolución convergente asociada a un cambio evolutivo de un estilo de vida terrestre a uno acuático. En los sistemas de clasificación más antiguos se reconocía bajo el orden biológico Nymphaeales o Nelumbonales. Actualmente, Nelumbo se reconoce como el único género vivo en Nelumbonaceae, una de las varias familias distintivas del grupo eudicotas de las Proteales. Sus parientes vivos más cercanos, las Proteáceas y las Platanáceas, son arbustos o árboles.
Las hojas de Nelumbo se distinguen de las de los géneros de las Nymphaeaceae porque son perfoliadas, es decir, tienen hojas totalmente circulares. Por el contrario, las "Nymphaea" tienen una única muesca característica desde el borde hasta el centro de la hoja. La semilla de Nelumbo es muy característica.

### Sistema de clasificación APG

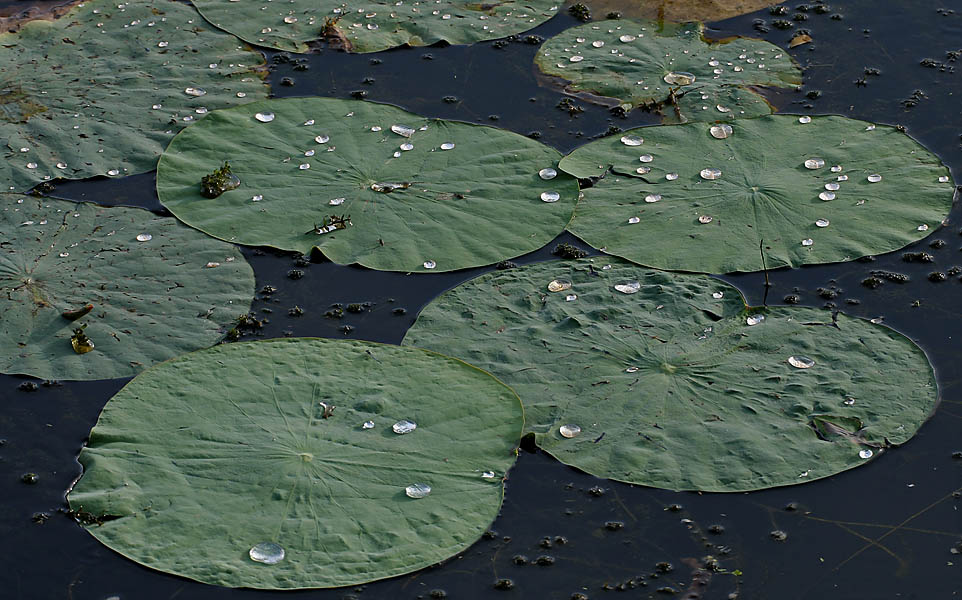
Follaje de Nelumbo nucifera: un ejemplo del efecto loto luego de una lluvia.

El Sistema de clasificación APG IV de 2016, reconoce a Nelumbonaceae como una familia distinta y la ubica en el orden Proteales en el clado eudicota, tal como hacían los sistema previos APG III y II.

### Sistemas de clasificación previos
El sistema Cronquist de 1981 reconoce a la familia pero la ubica en el orden Nymphaeales de los nenúfacres. El sistema Dahlgren de 1985 y el sistema Thorne de 1992 ambos reconocen a la familia y la ubican en un orden propio, Nelumbonales. El USDA aún clasifica a la familia ñloto en el orden de los nenúfares.

## Características

### Ultrahidrofobicidad
Las hojas de Nelumbo son altamente repelentes al agua (es decir, presentan ultrahidrofobicidad) y han dado nombre a lo que se denomina efecto loto. La ultrahidrofobicidad implica dos criterios: un ángulo de contacto con el agua muy alto entre la gota de agua y la superficie de la hoja, y un ángulo de caída muy bajo. Esto significa que el agua debe entrar en contacto con la superficie de la hoja exactamente en un punto minúsculo, y cualquier manipulación de la hoja cambiando su ángulo resultará en que la gota de agua ruede fuera de la hoja. La ultrahidrofobia es conferida por la capa generalmente densa de papilas en la superficie de las hojas de Nelumbo, y los pequeños y robustos túbulos cerosos que sobresalen de cada papila. Esto ayuda a reducir el área de contacto entre la gota de agua y la hoja.
Se dice que la ultrahidrofobicidad confiere una ventaja evolutiva muy importante. Como planta acuática con hojas que descansan sobre la superficie del agua, el género Nelumbo se caracteriza por su concentración de estomas en la epidermis superior de sus hojas, a diferencia de la mayoría de las otras plantas que concentran sus estomas en la epidermis inferior, debajo de la hoja. La acumulación de agua en la epidermis superior, ya sea por la lluvia, la niebla o la perturbación cercana del agua, es muy perjudicial para la capacidad de la hoja de realizar el intercambio de gases a través de sus estomas. Por lo tanto, la ultrahidrofobia de Nelumbo permite que las gotas de agua se acumulen juntas muy rápidamente, y luego rueden fuera de la hoja muy fácilmente a la menor perturbación de la hoja, un proceso que permite que sus estomas funcionen normalmente sin restricción debido a la obstrucción por las gotas de agua.

### Termorregulación
Una propiedad distintiva del género Nelumbo es que puede producir calor, lo que realiza mediante un proceso de oxidación alternativo (AOX). Este proceso comprende un intercambio de electrones diferente del que los electrones siguen cuando generan energía en la mitocondria, denominado AOX.
La vía típica en las mitocondrias de las plantas implica complejos de citocromo. La vía utilizada para generar calor en Nelumbo implica a la cianuro-oxidasa alternativa resistente, que es un aceptor de electrones diferente a los complejos citocromos habituales. La planta también reduce las concentraciones de ubiquitina mientras está en termogénesis, lo que permite que la AOX de la planta funcione sin degradarse La termogénesis está restringida al receptáculo, estambre y pétalos de la flor, pero cada una de estas partes produce calor de forma independiente sin depender de la producción de calor en otras partes de la flor.
Existen varias teorías sobre la función de la termogénesis, especialmente en un género acuático como el Nelumbo. La teoría más común postula que la termogénesis en las flores atrae a los polinizadores, por diversas razones. Las flores calentadas pueden atraer a los insectos polinizadores. A medida que los polinizadores se calientan mientras descansan dentro de la flor, depositan y recogen polen en la flor y desde ella. El entorno termogénico también podría ser propicio para el apareamiento de los polinizadores —los polinizadores pueden requerir una determinada temperatura para la reproducción—. Al proporcionar un entorno termogénico ideal, la flor es polinizada por los polinizadores de apareamiento. Otros teorizan que la producción de calor facilita la liberación de compuestos orgánicos volátiles en el aire para atraer a los polinizadores que vuelan sobre el agua, o que el calor es reconocible en la oscuridad por los polinizadores termosensibles. No se ha demostrado de forma concluyente que ninguna sea más plausible que las otras.
Después de la antesis, el receptáculo del loto pasa de ser una estructura principalmente termogénica a una fotosintética, como se ve en el rápido y dramático aumento de los fotosistemas, los pigmentos que participan en la fotosíntesis, las tasas de transporte de electrones y la presencia de 13C en el receptáculo y los pétalos, todo lo cual ayuda a aumentar las tasas de fotosíntesis. Después de esta transición, toda la termogénesis en la flor se pierde. Los polinizadores no necesitan ser atraídos una vez que el ovario está fecundado, y por lo tanto los recursos del receptáculo se aprovechan mejor cuando está haciendo la fotosíntesis para producir carbohidratos que puedan aumentar la biomasa de la planta o la masa del fruto.
Otras plantas utilizan la termorregulación en sus ciclos vitales. Entre ellas se encuentra el col de la mofeta oriental, que se calienta para derretir el hielo que tiene encima y empujar el suelo a principios de la primavera. También el jamón elefante (Amorphophallus konjac), que calienta sus flores para atraer a los polinizadores. Otras plantas son la flor carroñera (como la Amorphophallus titanum), que se calienta para dispersar vapor de agua por el aire, llevando su olor más lejos, atrayendo así más polinizadores.